# Bitwa pod Novarą (1849)
Bitwa pod Novarą – starcie zbrojne, które miało miejsce 23 marca 1849 r. w trakcie walk Austriaków z Królestwem Sardynii (zwanym popularnie Piemontem od nazwy jego kontynentalnej części) w latach 1848–1849, poprzedzających zjednoczenie Włoch.

## Wstęp
Zawarty w 1848 między Austrią i Piemontem siedmiomiesięczny rozejm zakończył się przed terminem, gdyż wymówiony został 12 marca 1849 przez króla Sardynii Karola Alberta. W odpowiedzi na to armia austriacka dowodzona przez feldmarszałka Radetzky'ego  przystąpiła do działań na obszarze Lombardii.
20 marca 1849 r. armia austriacka dowodzona przez marszałka Radetzkiego przekroczyła Ticino i następnego dnia pobiła armię piemoncką dowodzoną przez polskiego i sardyńskiego generała Wojciecha Chrzanowskiego pod Mortarą, a także pokonała wojska piemonckie w potyczce pod Vigevano.

## Bitwa
Pomimo sprzeciwu Chrzanowskiego Karol Albert skoncentrował wszystkie posiadane siły pod Novarą, przez co odsłonił najdogodniejszą drogę odwrotu na Turyn, prowadzącą przez Vercelli. Wojska włoskie z rana 23 marca zajęły pozycje pod Novarą, zwracając się trzema dywizjami frontem na południe. Odwód umieszczono za skrzydłami - po jednej dywizji za każdym skrzydłem.
W tym samym czasie Radetzky dotarł z całą armią w obszar leżący na południe od Novary, skąd skierował na zachód ku Vercelli (przez rzekę Agogna) 1 i 4 korpus, natomiast 2 korpus ruszył na północ od Novary. Jeszcze przed południem 2 korpus austriacki uderzył pod La Bicocca (dziś dzielnica Novary - 45 km na zachód od Mediolanu) na lewe skrzydło armii piemonckiej. Doszło do zażartych walk, w wyniku których Austriacy zostali odparci. W momencie nadejścia 3 korpusu Austriacy przełamali kryzys i ponownie zaatakowali. Bitwę rozstrzygnęło uderzenie 4 korpusu austriackiego, który został ściągnięty przez Radetzky'ego z zachodu i uderzył na wojska piemonckie od południowego zachodu. W wyniku tego uderzenia doszło do przerwania piemonckiej obrony, co zmusiło armię Chrzanowskiego do odwrotu. Sprawę pogrążyła również niesubordynacja niektórych włoskich generałów, m.in. gen. Girolamo Ramorino (skazanego za to wkrótce na rozstrzelanie). Po pewnym czasie odwrót przekształcił się w chaotyczną ucieczkę w kierunku Alp. Włosi stracili 2 392 zabitych i rannych oraz 2 000 jeńców. Austriacy stracili 3 137 zabitych i rannych (czyli więcej niż pokonani Włosi). Armia włoska została całkowicie rozproszona.

## Po bitwie
Wojska piemonckie wyparte zostały do leżącego u podnóża Alp Borgomanero, natomiast Austriacy opanowali Novarę, Vercelli i Trino wraz z drogą prowadzącą do stolicy Piemontu – Turynu.
Niebawem austriacki generał, baron Julius Jacob von Haynau opanował miasto Brescia, w wyniku czego Karol Albert abdykował na rzecz swego syna Wiktora Emanuela (w przyszłości króla zjednoczonych Włoch). Karol Albert po abdykacji udał się na dobrowolne wygnanie do Portugalii, do miasta Oporto, gdzie po czterech miesiącach zmarł.
Nowy władca Piemontu Wiktor Emanuel zawarł z Radetzkim rozejm, podpisany 26 marca w Novarze. Piemont dostał się pod czasową okupację austriacką.
Ostatecznie pokój zawarty został 9 sierpnia – na jego mocy Piemont zmuszony został do zapłacenia Austrii kontrybucji wojennej w wysokości 65 milionów franków. Przebieg bitwy odtwarzany jest pod Novarą co roku. Również austriacka fregata, która w latach 1857 i 1859 podczas ekspedycji naukowej opłynęła świat, otrzymała na cześć odniesionego zwycięstwa nazwę Novara.